# Scintigrafia paratiroidea
La scintigrafia delle paratiroidi (o scintigrafia paratiroidea) è un'indagine diagnostica di Medicina Nucleare che, attraverso la somministrazione endovena di uno o più radiofarmaci, consente la localizzazione di adenomi (tumori benigni) paratiroidei o l'identificazione di una ghiandola paratiroidea ectopica (cioè in una sede non usuale), nei pazienti con iperparatiroidismo in previsione di un eventuale intervento chirurgico di asportazione dell'organo iperfunzionante o nel caso di sospetta recidiva di iperparatiroidismo dopo intervento chirurgico di paratiroidectomia subtotale.

## Radiofarmaci utilizzati

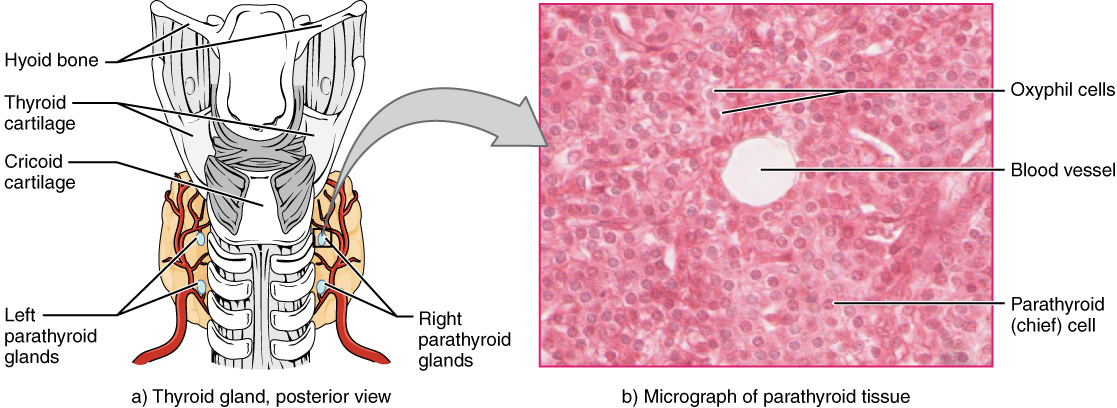
Le paratiroidi sono ghiandole endocrine poste nel collo in prossimità della tiroide. Nella maggior parte della popolazione ve ne sono 4 (2 superiori e 2 inferiori), sebbene nel 10-15% ve ne possano essere 5.

Nel corso dei decenni sono diversi i radiofarmaci che hanno trovato impiego in tale ambito:

### Radiofarmaci per imaging con Gamma-camera
- 99mTc-Sestamibi: lipofilo, si concentra proporzionalmente alla attività metabolica delle cellule paratiroidee, che è funzione del loro contenuto in mitocondri, ed al numero di cellule ossifile presenti.
- 201Tl-cloruro: radiofarmaco cosiddetto "potassio-mimetico", si localizza sia a livello della tiroide che delle paratiroidi.
- 99mTcO4- (ione pertecnetato): utilizzato in combinazione con 99mTc-Sestamibi o 201Tl-cloruro, viene captato dalle cellule della tiroide grazie al cotrasportatore attivo sodio/iodio (NIS).
- 131I-ioduro (o radioiodio): utilizzato in passato in quanto analogo radioattivo dello iodio, consente la visualizzazione del parenchima ghiandolare tiroideo, sebbene attualmente, in considerazione dell'elevata energia che possiede (dovuta sia a decadimento beta che gamma), viene utilizzato esclusivamente per scopi terapeutici.
- 75Se-metionina: strutturalmente è un aminoacido marcato, precursore della sintesi proteica la quale è particolarmente incrementata nei parenchimi con secrezione esogena o endogena, come la tiroide e le paratiroidi[1]

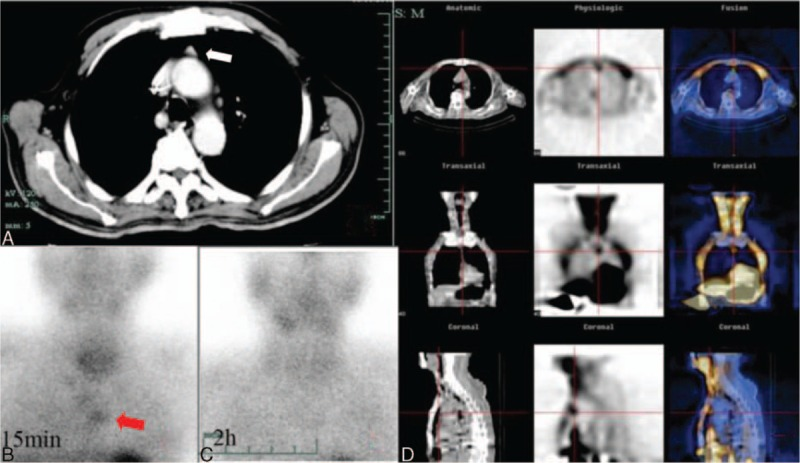
Paratiroide ectopica rilevata mediante una SPECT/CT con mezzo di contrasto e ^{99m}Tc-sestamibi in un paziente affetto da crisi paratiroidea.

### Radiofarmaci per imaging con Tomografo PET/CT
Sebbene di scarsa applicazione clinica attuale, in letteratura vengono descritti anche le applicazioni dei seguenti radiocomposti nell'imaging diagnostico:
- 11C-metionina: analogo marcato della metionina (ma con un isotopo diverso rispetto alla già citata 75Se-metionina), in letteratura è stata descritta la sua applicazione nei casi di localizzazione di tessuto paratiroideo iperfunzionante in previsione di re-intervento chirurgico per recidiva.
- 11C-colina/18F-fluorocolina: analogo marcato della colina, che riveste un ruolo fondamentale nella sintesi dei fosfolipidi di membrana, ha dimostrato sinora una buona sensibilità (talora superiore al 99mTc-Sestamibi) nella diagnosi delle lesioni paratiroidee[2]
- 18F-FDG: analogo marcato del glucosio, trova applicazione nella diagnostica per immagini del carcinoma paratiroideo, che rappresenta l'1% di tutte le lesioni diagnosticate in tale organo.

## Tecniche di esame con Gamma-camera

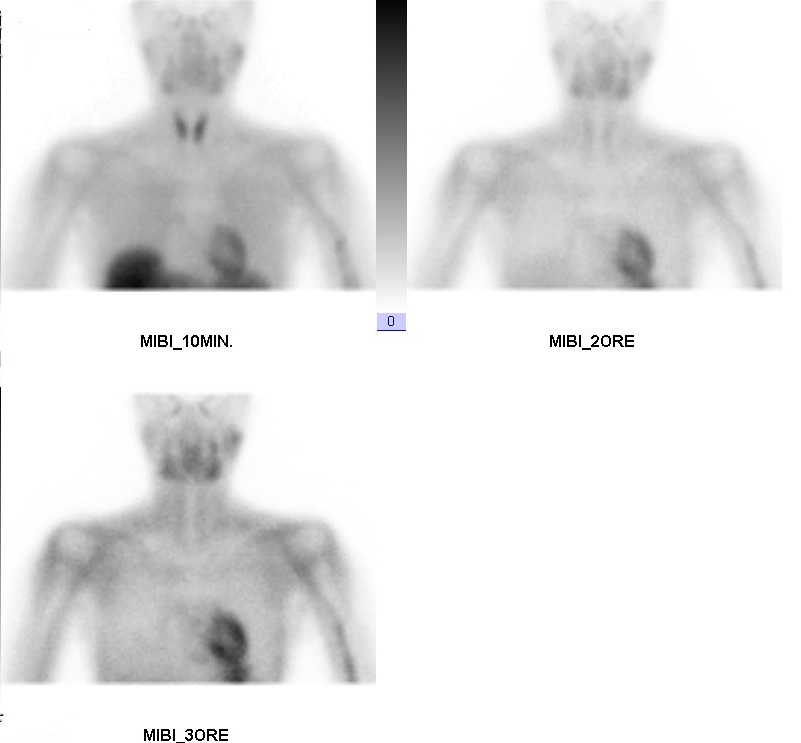
Scintigrafia delle paratiroidi con tecnica dual-phase e utilizzando il radiofarmaco Sestamibi, di un paziente ove non si evidenzia tessuto paratiroideo iperfunzionante

Non esiste un radiofarmaco che si concentri elettivamente nel parenchima ghiandolare paratiroideo, pertanto nel corso degli anni diverse sono state le tecniche adoperate per compensare a tale limitazione:
- Tecnica di sottrazione con doppio tracciante: prevede l'iniezione di due radiofarmaci differenti (99mTcO4- e 99mTc-Sestamibi) in due diversi momenti sfruttando il loro diverso wash-out, ovvero la riduzione nel tempo della concentrazione di tali sostanze nel tessuto ghiandolare tiroideo ed in quello paratiroideo. Si inizia iniettando il pertecnetato (70-100 MBq ovvero 2-3 mCi) ed acquisendo delle immagini dopo circa 20 minuti dall'inoculo. Terminata questa prima acquisizione, viene somministrato per via endovenosa il  99mTc-Sestamibi (550 MBq, 20 mCi), con il paziente ancora posizionato immobile sul lettino della Gamma-camera, e viene dato l'avvio ad uno studio dinamico di 10-20 minuti. Prima della acquisizione con pertecnetato, al fine di indurre un rapido wash-out dello stesso da parte del tessuto tiroideo, può essere somministrato per via orale del perclorato di potassio (KClO4-). Al termine della seconda acquisizione con 99mTc-Sestamibi, può essere effettuata anche un'ulteriore acquisizione (planare, SPECT o SPECT/CT) a 2-3 ore, per meglio valutare il wash-out tardivo. Infine l'elaborazione prevede la correzione di eventuali disallineamenti impiegando i software dedicati e successivamente la sottrazione dell'immagine ottenuta con 99mTc-Sestamibi da quella ottenuta con 99mTcO4-. Viene considerata positiva un'indagine in cui, nella immagine di sottrazione, si evidenzi una focalità di accumulo del 99mTc-Sestamibi nella regione del collo, confermando un eventuale sospetto presente già ad un precedente esame morfologico (in genere l'ecografia) o, nel caso si sospetti una paratiroide ectopica, una area di iperaccumulo nella regione del torace, meglio indagabile con tecnica SPECT o SPECT/CT. Questa metodica è caratterizzata da una sensibilità del 89% e da una specificità del 98%[1] e l'uso di un collimatore pin-hole sul collo aumenta la risoluzione dell'immagine.
- Tecnica Dual-Phase a singolo tracciante: questa tecnica si basa sul wash-out differenziale del 99mTc-Sestamibi da parte della tiroide e delle paratiroidi; vengono somministrati 550 MBq (15 mCi) di radiofarmaco e si acquisiscono immagini planari del collo e del torace a 10-15 minuti e a 2-3 ore. La positività dell'indagine è conferita dalla persistenza, nelle immagini tardive, di un'area di accumulo del radiocomposto. Questa tecnica risulta vantaggiosa per il minor carico dosimetrico per il paziente e per la migliore tollerabilità da parte dello stesso (un'unica iniezione; riduzione del numero di acquisizioni necessarie).  Si può ottenere un risultato falsamente positivo (presenza di accumulo, che tuttavia non è di pertinenza paratiroidea) nei casi di noduli solidi della tiroide (in particolare adenomi follicolari); mentre la falsa negatività (non evidenza di accumuli, seppur in presenza di adenomi paratiroidei) si osserva nei casi in cui il wash-out del 99mTc-Sestamibi da parte degli adenomi delle paratiroidi sia rapido e paragonabile a quello del parenchima ghiandolare tiroideo.
- Tecnica ibrida Dual-Phase a doppio tracciante: a differenza della tecnica di sottrazione con doppio tracciante precedentemente menzionata, in questo caso il 99mTcO4- viene somministrato dopo aver completato anche l'acquisizione tardiva del 99mTc- Sestamibi e l'immagine di sottrazione che ne consegue serve a visualizzare il profilo della ghiandola tiroidea, da confrontare con l'immagine tardiva ottenuta con 99mTc-Sestamibi.